# Super Mario 3D All-Stars
| Агрегатор  | Оцінка |
| ---------- | ------ |
| Metacritic | 82/100 |

| Видання               | Оцінка |
| --------------------- | ------ |
| 4Players              | 87/100 |
| Destructoid           | 8.5/10 |
| GameRevolution        | 3.5/5  |
| GameSpot              | 8/10   |
| GamesRadar+           | 4/5    |
| Hardcore Gamer        | 4.5/5  |
| Jeuxvideo.com         | 15/20  |
| Nintendo Life         | 9/10   |
| Nintendo World Report | 8.5/10 |
| Pocket Gamer          | 4.5/5  |
| Shacknews             | 7/10   |
| USgamer               | 4/5    |
| VentureBeat           | 4/5    |
| VG247                 | 4/5    |

Super Mario 3D All-Stars — збірка 3D-платформерів для Nintendo Switch. Він відзначає 35-ту річницю франшизи Super Mario від Nintendo та містить HD-емуляцію Super Mario 64 (1996), Super Mario Sunshine (2002) та Super Mario Galaxy (2007). Вийшла 18 вересня 2020 року.
Після випуску збірник отримав позитивні відгуки з похвалами про внесені ними вдосконалення і управління, хоча презентація отримала неоднозначні відгуки через відсутність нових функцій.